# Арка на площади Каррузель
Триумфальная арка на площади Каррузель в Париже — монумент в стиле ампир, возведённый на площади Каррузель перед дворцом Тюильри по приказу Наполеона для увековечивания его побед в 1806—1808 годах. От арки на северо-запад была проложена 9-километровая историческая ось, которую составляют площадь Согласия, Елисейские поля с гораздо более масштабной Триумфальной аркой и Большая арка Дефанс.
Проект арки подготовили Шарль Персье и Пьер Фонтен, вдохновлявшиеся формами древней арки Константина в Риме. Сооружение высотой 19 метров увенчала квадрига святого Марка, вывезенная из Венеции. После падения Наполеона и возврата квадриги в Венецию её пришлось заменить скульптурной композицией, аллегорически представляющей триумф Бурбонов (скульпторы Франсуа-Фредерик Лемо, Франсуа Жозеф Бозио).
Сюжеты скульптурного убранства для арки отбирал лично Виван-Денон. Рельефы Клодиона изображают Пресбургский мир, триумфальный въезд Наполеона в Мюнхен и в Вену, Аустерлицкое сражение, конгресс в Тильзите и падение Ульма. Кроме того, арку украшают геральдические символы Итальянского королевства и Французской империи.